# Cleora amydropa
Cleora amydropa là một loài bướm đêm trong họ Geometridae.